# Black Francis
Charles Michael Kittridge Thompson IV (Boston, 6 de abril de 1965) é um cantor, guitarrista e compositor estadunidense. É o vocalista da banda de rock alternativo Pixies, com a qual se apresenta sob o pseudônimo Black Francis. Após a separação do grupo em 1993, iniciou uma carreira solo com o nome Frank Black.
Seu estilo vocal variou de uma entrega gritante e uivante como vocalista do Pixies a um estilo mais comedido e melódico em sua carreira solo. Suas letras enigmáticas exploram principalmente assuntos não convencionais, como surrealismo, OVNIs e violência bíblica, juntamente com ficção científica e cultura surf. Seu uso de métricas atípicas, dinâmica alto-silenciosa e preferência distinta pela gravação ao vivo em duas faixas durante seu tempo com a banda Catholics, dão-lhe um estilo distinto dentro do rock alternativo.
Thompson reagrupou o Pixies no início de 2004, mas continuou a lançar discos e fazer turnês como artista solo até 2013, quando declarou que sua carreira solo havia acabado.